# Дагмара Датская и Исландская
Да́гмара Да́тская и Исла́ндская (дат. Dagmar af Danmark og Island), полное имя Да́гмара Луи́за Елизаве́та Да́тская и Исла́ндская (дат. Dagmar Louise Elisabeth af Danmark og Island; 23 мая 1890, Копенгаген, Дания — 11 октября 1961, Конгстедлунн, Дания) — принцесса из дома Глюксбургов, дочь короля Дании и Исландии Фредерика VIII. Супруга датского дворянина Йоргена Кастеншильда; в замужестве — госпожа Кастеншильд. Дама российского Ордена Святой Екатерины (1910).

## Семья и ранние годы
Родилась 23 мая 1890 года во дворце Шарлоттенлунн, близ Копенгагена. Она была последним восьмым ребёнком и четвёртой дочерью наследного принца Фредерика, будущего короля Дании под именем Фредерика VIII, и Ловисы Шведской и Норвежской, принцессы из дома Бернадотов. По отцовской линии приходилась внучкой королю Дании из дома Глюксбургов Кристиану IX и Луизе Гессен-Кассель-Румпенхайской, ландграфини из Гессенского дома. По материнской линии была внучкой короля Швеции и Норвегии Карла XV и Луизы Нидерландской, принцессы из Оранского дома.
Принцесса была крещена с именами Дагмары Луизы Елизаветы, но чаще к ней обращались по первому имени, которое она получила в честь тёти, императрицы России. Дагмара имела пять старших братьев и двух старших сестёр. Братьями принцессы были король Дании и Исландии Кристиан X и король Норвегии Хокон VII.
Детство Дагмары прошло во дворце Амалиенборг в Копенгагене и загородной летней резиденции — дворце Шарлоттенлунн. Принцессу, как и всех её братьев и сестёр, воспитывала мать, что было необычно для того времени, когда воспитанием монарших отпрысков чаще занимались гувернантки. Дагмару растили в духе христианского благочестия, уделяя особое внимание простоте, ответственности, самодисциплине и трудолюбию.

## Брак и потомство
22 октября 1922 года в замке Эгелунн было объявлено о помолвке принцессы Дагмары Датской и Исландской с лейтенантом и камер-юнкером Йоргеном Карлом Густавом Кастеншильдом (30 ноября 1893 — 21 ноября 1978), представителем датского дворянского рода Кастеншильдов, сыном камергера королевского двора Антона Кастеншильда и Софии, урождённой Стэнсен-Лет.
23 ноября 1922 года в кирхе при дворце Фреденсборг состоялась церемония бракосочетания. Неравный матримониальный союз был разрешён братом принцессы, королём Кристианом X, который, вероятно, и проводил сестру к алтарю. Дагмара отказалась от титула принцессы и обращения королевское высочество и стала госпожой Кастеншильд из Конгстелунне. После свадьбы она переехала в имение супруга в Конгстелунне. В дальнейшем муж принцессы служил гофйегермейстером и камергером королевского двора. В браке Дагмары и Йоргена родились пятеро детей:
- Карл Фредерик Антон Йорген (13 ноября 1923 — 14 апреля 2006), 23 октября 1948 года в Копенгагене сочетался браком с Бенте Гревенкоп-Кастеншильд (5 апреля 1927 — 23 мая 2003), в браке родились два сына и дочь, супруги развелись в 1963 году;
- Кристиан Людвиг Густав Фриц (10 июля 1926 — 17 июля 2024)[10], 11 ноября 1952 года в Нью-Йорке сочетался браком с Сесили Фифф Кэтрин Эбботс (1927—2019), в браке родилась дочь;
- Йорген Фредерик Оге Эрик Хельге (16 марта 1928 — 4 мая 1964), 14 июля 1956 года в Копенгагене сочетался первым браком с Кирстен Шличкрулл (1934—2020), в браке родилась дочь, супруги развелись в 1958 году, 17 октября 1959 года в замке Вордингборг сочетался браком с Бригит Тингстедт (род. 3 сентября 1932), в браке родилась дочь;
- Дагмара Луиза Тира София Августа Петра （11 сентября 1930[5] — 12 июля 2013), 4 апреля 1950 года в Норбеке сочеталась браком с Паулом Битшем (1930—1967), после брака взяла фамилию мужа, в браке родились три сына;
- Кристиан Фредерик (21 августа 1931 — 4 ноября 1937), умер в младенческом возрасте.

Принцесса Дагмара была бабушкой девяти внуков. Она умерла в Конгстедлунне 11 октября 1961 года.